# Accès à l'information
L'accès à l'information est un droit fondamental, lié à la liberté d'expression qui recouvre notamment la liberté de la presse, garantissant à tous un accès aux informations détenues par les autorités publiques, les organismes privés chargés d’une mission de service public ou les personnes exerçant une activité d’intérêt général. Ce droit connaît quelques conditions et exceptions.

## Notion d'accès à l'information
L’information est l’ensemble de données dans les domaines techniques, scientifiques, économiques, institutionnels, culturels et historiques pouvant être sous forme d’images, de textes, de discours et de sons. La liberté de l’accès à l’information est supposée garantir à un public aussi large que possible, la mise à disposition de toute connaissance (événement, fait, jugement, chiffres, document, etc.) par tous moyens dont les médias (la télévision, la radio, la presse) et Internet (qui diffuse les informations plus rapidement et à niveau mondial). Internet pose cependant le problème de la vérification et de la véracité des données, l’exemple type étant les fake news.
Le droit à l’information et à l'accès à l'information est un droit notamment reconnu par l’UNESCO qui prévoit un accès aux connaissances. Le but est de garantir que les citoyens possèdent l’information nécessaire pour participer utilement au processus démocratique et aux décisions qui concernent leur avenir. L’accès à l’information est considéré comme le fondement de la démocratie ; il est nécessaire à la lutte contre la corruption dans la vie publique et devrait permettre à tous de protéger et de jouir de leurs droits.

### Exceptions
Le droit d’accès à l'information connaît des exceptions, dans les domaines suivants : le secret défense, le secret fiscal, le respect de la vie privée et secret médical, ainsi que le secret commercial (secret des affaires). Le secret est parfois levé par la justice ou après un délai réglementaire.
L’accès à l’information est limité dans certains pays via la censure, le contrôle de médias et la limitation d'accès à une partie de l'internet.
Un autre problème qui apparaît quant à l’accès à l’information est celui des documents des organismes publics et des dossiers administratifs pouvant être rendus publics et répondant à la « transparence administrative ».

## Droit par pays

### Canada
Au Canada, les lois fédérales, provinciales et territoriales furent pour la presque totalité adoptées au début des années 1980.
La Cour suprême du Canada a cerné comme suit les contours du droit fondamental à l'information : « La Loi en matière d'accès à l'information a donc pour objet général de favoriser la démocratie, ce qu'elle fait de deux manières connexes. Elle aide à garantir en premier lieu, que les citoyens possèdent l'information nécessaire pour participer utilement au processus démocratique, et, en second lieu, que les politiciens et démocrates demeurent comptables envers l'ensemble de la population. On le voit, les valeurs qui sous-tendent sur l'information ont un caractère largement universel, et associent étroitement démocratie, transparence, et reddition de comptes. ».

### France
Selon l'article 19 de la Déclaration universelle des droits de l'homme, « Tout individu a droit à la liberté d'opinion et d'expression, ce qui implique le droit de ne pas être inquiété pour ses opinions et celui de chercher, de recevoir et de répandre, sans considérations de frontières, les informations et les idées par quelque moyen d'expression que ce soit »
En France, la Commission nationale de l'informatique et des libertés (CNIL) a été créée par la loi Informatique et libertés du 6 janvier 1978. Elle est chargée de veiller à la protection des données personnelles contenues dans les fichiers et traitements informatiques ou papiers, aussi bien publics que privés. Il en est de même pour la Commission d'accès aux documents administratifs (CADA) chargée de veiller au respect de la liberté d'accès aux documents administratifs et aux archives publiques.
Le droit à l'information étant un droit fondamental, c'est donc normal qu'il puisse bénéficier d'un encadrement spécifique par la législation française. Ainsi, le Conseil constitutionnel consacre dans sa décision du 10-11 octobre 1984 le droit des lecteurs à l’information, en soulignant bien qu’ils sont les bénéficiaires de la liberté de la presse. Cette nécessité d'encadrement est notamment justifié par le besoin de favoriser la démocratie.
On dispose ainsi de nombreuses lois garantissant l'accès à l'information de tous et chacun.
En 2002, on a observé la réalisation de deux nouvelles réformes législatives importantes sur l'accès à l'information. la première concerne l'organisation des conditions d'accès aux dossiers médicaux et la seconde l'accès aux documents des personnes adoptées. Le Conseil national pour l'accès aux origines personnelles, nouvelle autorité administrative indépendante est chargée d’assurer la mise en œuvre de l’accès aux dossiers des personnes adoptées.
Toutefois, ce droit à l'information est méconnu par de nombreuses personnes. Nombreux citoyens ignorent l'étendue de leur droit à l'information. Il faudrait une sensibilisation du public sur l'existence de ce droit. Autrement dit une promotion du droit d'accès à l'information s'avère nécessaire. Tous les moyens nécessaires doivent être mis en œuvre pour permettre l'éducation réelle de la population sur l'existence de leur droit.
À l'occasion du sommet mondial sur la société de l'informatique. (SMSI), qui rappelle dans la déclaration de principe (Genève,2003), « que la capacité de chacun d'accéder à l'information aux idées et au savoir, et d'y contribuer est essentielle dans une société de l'information inclusive ».

### Suisse
En Suisse, la Constitution fédérale garantit les libertés d'opinion et d'information (article 16) :

« La liberté d’opinion et la liberté d’information sont garanties. Toute personne a le droit de former, d’exprimer et de répandre librement son opinion. Toute personne a le droit de recevoir librement des informations, de se les procurer aux sources généralement accessibles et de les diffuser. »

### Autres pays
Les lois favorisant l'accès est l'information, aussi bien en Afrique du Sud qu'au Mexique, au Japon et dans d'autres pays, témoignent de la force du mouvement sur tous les continents.
Si l'on excepte la Suède, où la Constitution du pays composée de quatre lois générales dont l'une porte sur la liberté de presse, reconnaît depuis 1766 (en) le droit d'accès aux documents officiels, ces législations sont pour la plupart assez récentes. Ainsi, la Finlande fut la première en 1951 à adopter une Loi d'accès à l'information, suivie, quinze ans plus tard, par les États-Unis avec l'adoption du Freedom of Information Act.
La Loi de Nouvelle-Zélande date de 1982 de même que celle de l'Australie. Ce n'est que tout récemment, et après maintes résistances, que le Royaume-Uni a finalement suivi le mouvement en adoptant le Freedom of Information Act 2000.